# Austrochilus
Austrochilus is een spinnengeslacht uit de familie Austrochilidae.

## Soorten
De volgende soorten zijn bij het geslacht ingedeeld:
- Austrochilus forsteri Grismado, Lopardo & Platnick, 2003
- Austrochilus franckei Platnick, 1987
- Austrochilus manni Gertsch & Zapfe, 1955
- Austrochilus melon Platnick, 1987
- Austrochilus newtoni Platnick, 1987
- Austrochilus schlingeri Platnick, 1987